# Reino de Bisnaga
O Império de Vijaianagara (Vijayānagara Sāmrājya ou Vijayānagara Sāmrājyamu) ou Reino de Bisnaga nos antigos relatos portugueses, foi uma monarquia hindu do sul da Índia, no planalto do Decão. Fundado em 1336 por Harihara I e seu irmão Buca Raia I, durou mais de trezentos anos, até 1646, embora o seu poder tenha diminuído após uma grande derrota militar em 1565 contra uma força unida dos sultanatos do Decão.
O império foi nomeado a partir da sua capital, a cidade de Vijaianagara, cujas impressionantes ruínas rodeiam a moderna Hampi, agora Património Mundial da UNESCO na moderna Carnataca, Índia.
Os detalhados relatos escritos dos viajantes portugueses Domingo Paes e Fernão Nunes nas suas "Crónicas dos Reis de Bisnaga", bem como de Niccolò Da Conti e a literatura local, fornecem informações cruciais sobre a sua história. Escavações arqueológicas em Vijaianagara revelaram o poder e a riqueza do império.
O legado do Reino de Bisnaga inclui numerosos monumentos espalhados pelo Sul da Índia, sendo o mais conhecido o conjunto de Hampi. Antigas tradições na construção de templos do sul da Índia convergiram na arquitectura de Vijaianagara. A mistura de todos os credos e línguas vernáculas inspirou a inovação arquitectónica nos templos hindus, primeiro no Decão e mais tarde nas línguas dravidianas, utilizando o granito local. As construções seculares reais mostram a influência da arquitectura dos sultanatos do Decão, situados a norte.
A eficiente administração e o vigoroso comércio marítimo introduziram novas tecnologia, como os evoluídos sistemas de transporte de água para irrigação. O mecenato permitiu que a arte e a literatura atingissem novos expoentes nas línguas canaresa, telugo, tâmil e sânscrito, enquanto a música Carnatica evoluiu até à sua forma actual. O Império Vijaianagara criou uma época na história do Sul da Índia que transcendeu o regionalismo, promovendo o hinduísmo como um fator unificador.

## Ligações externas

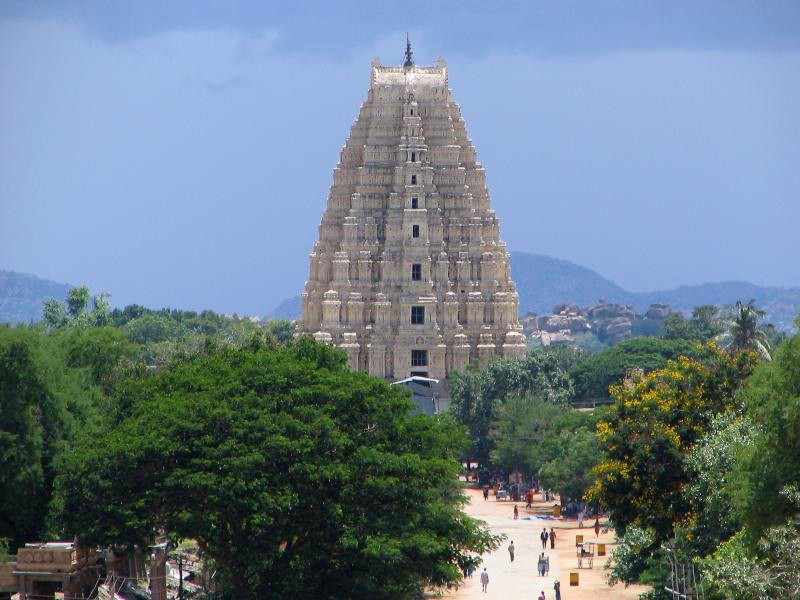
Templo de Virupaksha, Hampi